# 마쓰다이라 야스히로
마쓰다이라 야스히로(일본어: 松平康泰, 1849년 ~ 1864년 12월 16일)는 일본 에도 시대의 다이묘로, 다나구라번의 3대 번주이다. 어릴적 이름은 이와무라(盤岩)이며, 관위는 종5위하, 스오노카미이다.
2대 번주 마쓰다이라 야스카도의 맏아들로 태어났다. 1862년에 아버지가 사망하면서 번주직을 계승하였으나, 어린 나이인데다 병약하여 정사를 돌보지 못하고 에도의 번저에서 요양하였다. 결국 1864년에 16세의 나이로 사망하였고, 양자인 마쓰다이라 야스히데가 그 뒤를 이었다.
| 전임 마쓰다이라 야스카도 | 제3대 다나구라번 번주 (마쓰이 마쓰다이라 가문) 1862년 ~ 1864년 | 후임 마쓰다이라 야스히데 |